# Закопчанський потік
Закопчанський потік (словац. Zákopčiansky potok) — річка в Словаччині, права притока Ракової, протікає в окрузі Чадця.
Довжина приблизно 5.5-6.6 км. Витік знаходиться в масиві Яворники (частина Високі Яворники; біля гори Хотарни-Копец) — на висоті близько 810—815 метрів. Протікає територією сіл Закопчє та Ракова і міста Чадця.
Впадає в Ракову на висоті приблизно 470 метрів.